# Kino Jalta

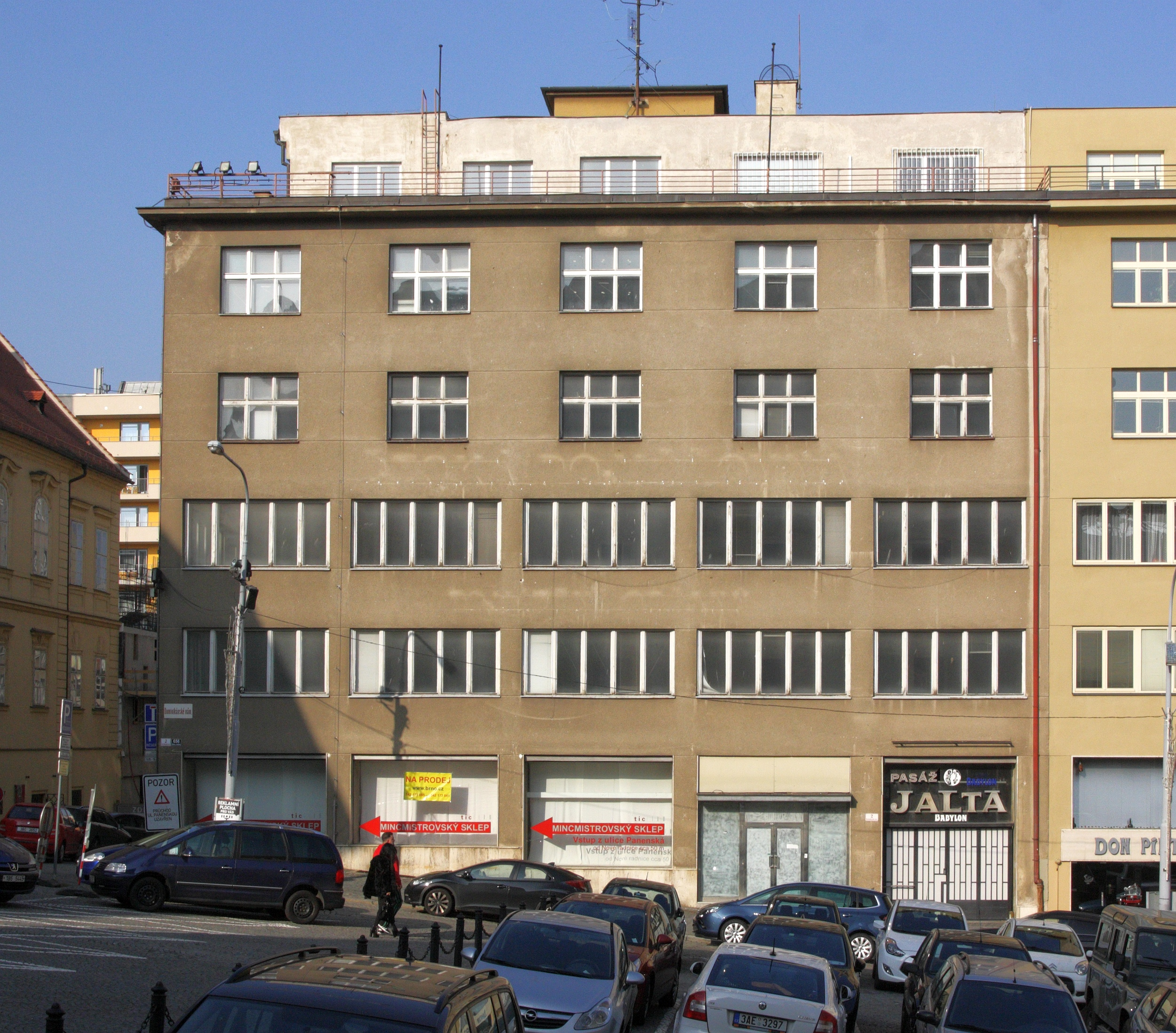
Palác Jalta s uzavřenou pasáží (stav v roce 2015)

Kino Jalta je bývalé kino v Brně. Fungovalo od roku 1929 v někdejší pasáži Jalta na Dominikánském náměstí. 

## Historie
Původně kino neslo jméno Bio Moderna (podle původního názvu pasáže) a zahájilo provoz 27. září 1929 filmem Lež Niny Petrovny. V hledišti bylo 700 sedadel. V období druhé světové války kino promítalo jako jediné v Brně české filmy.
Někdy v 60. letech 20. století bylo kino rekonstruováno (nové čalounění sedadel). Patrně i zásluhou jeho vedoucího Karla Zemana zde probíhaly nejrůznější aktivity:
- kino Ponrepo – promítání starých filmů nejrůznější provenience od tuzemských po americké;
- nedělní promítání pro děti (grotesky);
- Filmforum – předvádění filmů, které byly v jednání o jejich koupi. Nebyly tudíž ještě nadabovány a nebo otitulkovány, promítalo se se simultánním překladem přísedící překladatelky;

Kdysi v minulosti (50. léta – začátek 60. let ?) zde probíhala kabaretní vystoupení, ze kterých se zachovaly pouze fotografie.
Rozhodnutím vedení správy brněnských kin bylo kino později přeměněno na tzv. „premiérové kino“, což znamenalo konec pestrých aktivit a promítaly se zde pouze nové filmy, program se však už neměnil každý týden, každý film zde byl promítán i dva až tři měsíce.
V roce 1968 se vedoucí kina Karel Zeman zasloužil o přejmenování kina Jalta na Kino Svoboda. V normalizační době ho to potom stálo místo a z kina odešel a nebo byl vyhozen (?). Definitivně kino Jalta skončilo s uzavřením pasáže Jalta po roce 1989.